# Xã Bishop, Quận Effingham, Illinois
Xã Bishop (tiếng Anh: Bishop Township) là một xã thuộc quận Effingham, tiểu bang Illinois, Hoa Kỳ. Năm 2010, dân số của xã này là 1.408 người.